# Stokes-Beziehungen
Die Stokes-Beziehungen, benannt nach George Stokes, bezeichnen in der physikalischen Optik die relative Phase einer elektromagnetischen Welle, die an einer Grenze zwischen Materialien mit unterschiedlichen Brechungsindizes reflektiert wird. Darüber hinaus setzen sie auch die Transmissions- und Reflexionskoeffizienten für die Wechselwirkung in Beziehung. Ihre Ableitung beruht auf dem Argument der Zeitumkehr, so dass sie nur gelten, wenn keine Absorption im System vorhanden ist.
Bei der Reflexion des einfallenden elektrischen Feldes ({\displaystyle E}) an einer Grenzfläche zweier dielektrischer Materialien, ergeben sich die Amplituden des reflektierten und in das zweite Medium übertragenen Feldes zu {\displaystyle rE} und {\displaystyle tE}, wobei {\displaystyle r} und {\displaystyle t} die Amplitudenreflexions- bzw. -übertragungskoeffizienten sind. Da keine Absorption auftritt, ist dieses System reversibel (vgl. zweite Abbildung, wo die Richtung der Strahlen umgekehrt wurde). Im Falle einer tatsächlichen Umkehr des Prozesses gäbe es Teile der einfallenden Felder ({\displaystyle rE} und {\displaystyle tE}), die selbst übertragen und an der Grenzfläche reflektiert werden. In der dritten Abbildung wird dies durch die Koeffizienten {\displaystyle r'} und {\displaystyle t'} dargestellt. Die Zusammenhänge müssen nun so in Einklang gebracht werden, dass die zweite und dritte Abbildung übereinstimmen, das heißt, der Strahl x hat die Amplitude {\displaystyle E} und der Strahl y die Amplitude 0 hat. Daraus ergeben sich die Stokes-Beziehungen:
{\displaystyle t't+r^{2}=1} und
{\displaystyle r=-r'}
Das interessanteste Ergebnis hierbei ist {\displaystyle r=-r'}. Welche Phase auch immer mit der Reflexion auf der einen Seite der Grenzfläche verbunden ist, sie ist auf der anderen Seite der Grenzfläche um 180° verschoben. Wenn zum Beispiel {\displaystyle r} eine Phase von 0° hat, hat {\displaystyle r'}die Phase 180°.
Die Werte der Transmissions- und Reflexionskoeffizienten in Abhängigkeit von der Polarisation werden durch die Fresnel-Gleichungen geliefert.